# نیکون کولپیکس ال۲۰

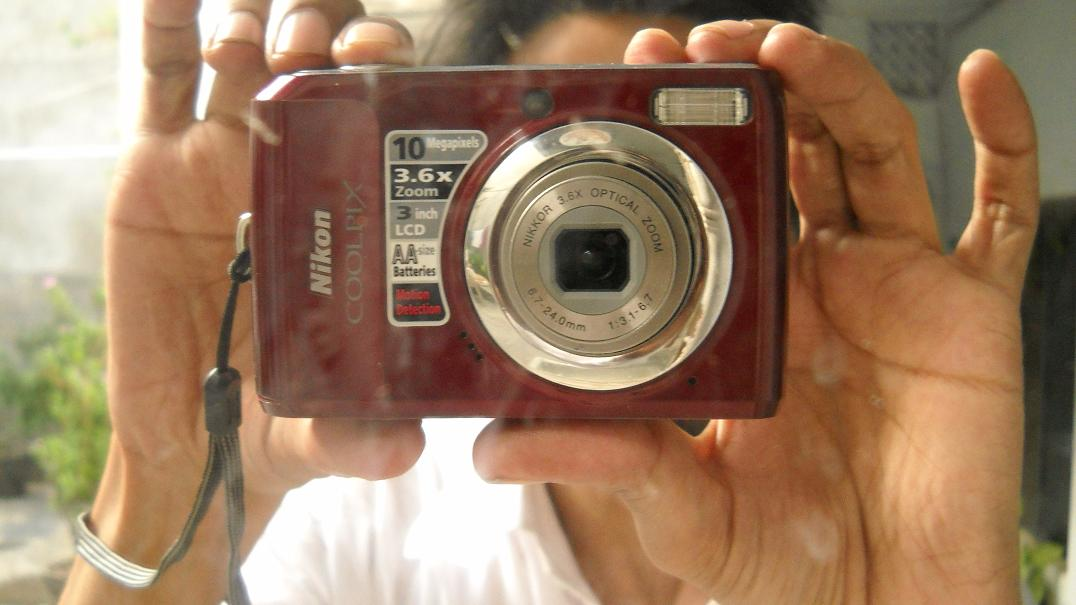
نمایی از دوربین نیکون کولپیکس ال۲۰

نیکون کولپیکس ال۲۰ (به انگلیسی: Nikon Coolpix L20) یک دوربین عکاسی کامپکت ساخت شرکت نیکون است.